# Aly Trasher
Alyssa Joy Trasher ist eine US-amerikanische Schauspielerin, Synchronsprecherin und Filmproduzentin. Auf iHeart Radio war sie von April 2020 bis August 2022 als Hörfunkmoderatorin tätig.

## Leben
Von 2013 bis 2015 machte Trasher ihren Bachelor of Arts in Schauspielkunst an der American Musical and Dramatic Academy. Sie ist auch als Theaterdarstellerin tätig und trat unter anderen im Stück Cabaret auf. Seit 2011 ist sie regelmäßig in Film- und Serienproduktionen zu sehen. 2012 wirkte sie in einer Episode der Fernsehdokuserie 1000 Wege, ins Gras zu beißen mit. 2014 spielte sie in insgesamt vier Episoden in verschiedenen Rollen in der Fernsehserie The Comedy Minute with Jason T. Gaffney mit. 2015 hatte sie eine Nebenrolle in Too Late inne und produzierte den Kurzfilm Shelter. Ab demselben Jahr bis einschließlich 2018 verkörperte sie die Rolle der Blanche Mayble in vier Episoden der Fernsehserie The Source. Seit 2017 war sie in verschiedenen Ausgaben des Computerspiels NBA 2K als Synchronsprecherin tätig. 2018 spielte sie die Rolle der Toni Collins im Science-Fiction-Film Hornet – Beschützer der Erde.

## Filmografie (Auswahl)

### Schauspiel
- 2011: God of Time (Kurzfilm)
- 2011: I Call Shotgun! (Kurzfilm)
- 2012: 1000 Wege, ins Gras zu beißen (1000 Ways to Die, Fernsehdokuserie, Episode 6x01)
- 2012: The Christmas Whore: Holidays on Ice Part 2 (Kurzfilm)
- 2013: What's My Intention (Kurzfilm)
- 2013: Mikeyboy
- 2014: The Comedy Minute with Jason T. Gaffney (Fernsehserie, 4 Episoden, verschiedene Rollen)
- 2015: Shelter (Kurzfilm)
- 2015: Too Late
- 2015: Law & Order: The Musical! (Fernsehfilm)
- 2015: The Final 4 Minutes and 17 Seconds of Emily Dixon (Kurzfilm)
- 2015–2018: The Source (Fernsehserie, 4 Episoden)
- 2016: Fame Dogs
- 2016: Russian Doll
- 2016: It's Food! With Vanessa Charbonne (Kurzfilm)
- 2016: Iris (Kurzfilm)
- 2017: Wedding Season (Kurzfilm)
- 2017: Right to Life (Kurzfilm)
- 2018: The Interrogation (Fernsehserie)
- 2018: Analysis Paralysis
- 2018: Hornet – Beschützer der Erde (Hornet)
- 2019: Into the Night (Kurzfilm)
- 2019: 5 Years Gone (Kurzfilm)
- 2020: Light House (Podcast-Serie)
- 2021: Cerebrum
- 2021: Magmell (Podcast-Serie)
- 2022: Your Pranks, Our Show (Fernsehserie, Episode 1x05)
- 2022: Metanoia of a Relevé (Kurzfilm)
- 2022: 8 Found Dead

### Produktion
- 2015: Shelter (Kurzfilm)
- 2019: 5 Years Gone (Kurzfilm)
- 2021: Magmell (Podcast-Serie)
- 2022: Ten Essentials (Kurzfilm)

## Synchronisationen (Auswahl)
- 2017: NBA 2K18 (Computerspiel)
- 2018: NBA 2K19 (Computerspiel)
- 2019: NBA 2K20 (Computerspiel)

## Theater (Auswahl)
- 2008: No, No, Nanette, Robinson Theatre
- 2008: Oliver!, Norwood Theatre
- 2009–2019: The Donkey Show, American Repertory Theatre
- 2010: Cabaret, American Repertory Theatre
- 2016: Members of a Family, The Fountain Theatre